# Parafia Wniebowzięcia Najświętszej Maryi Panny w Strożyskach
Parafia Wniebowzięcia Najświętszej Maryi Panny w Strożyskach – parafia rzymskokatolicka, znajdująca się w diecezji kieleckiej, w dekanacie nowokorczyńskim.